# Sesamothamnus
Sesamothamnus es un género de plantas de la familia Pedaliaceae, clase  Magnoliopsida. Comprende 8 especies.

## Especies seleccionadas
Las especies incluyen:
- Sesamothamnus benguellensis
- Sesamothamnus bosseanujs
- Sesamothamnus erlangeri

## Sinónimo
- Sigmatosiphon